# Ави Арад
Ави Арад (хебр. אבי ארד; Рамат Ган, 1. август 1948) израелски и амерички је филмски продуцент. Оснивач је продуцентске куће Marvel Studios.

## Биографија
Рођен је 1. августа 1948. у Рамат Гану. Син је жртава холокауста. Одрастао је читајући стрипове о Супермену и Спајдермену преведене на хебрејски језик. Године 1965. придружио се Израелским одбрамбеним снагама, а 1967. борио се у Шестодневном рату.
Године 1970. преселио се у Сједињене Америчке Државе и уписао Универзитет Хофстра како би студирао индустријски менаџмент. Радио је као возач камиона и професор хебрејског језика како би испалатио студије.